# Lama (mnich)

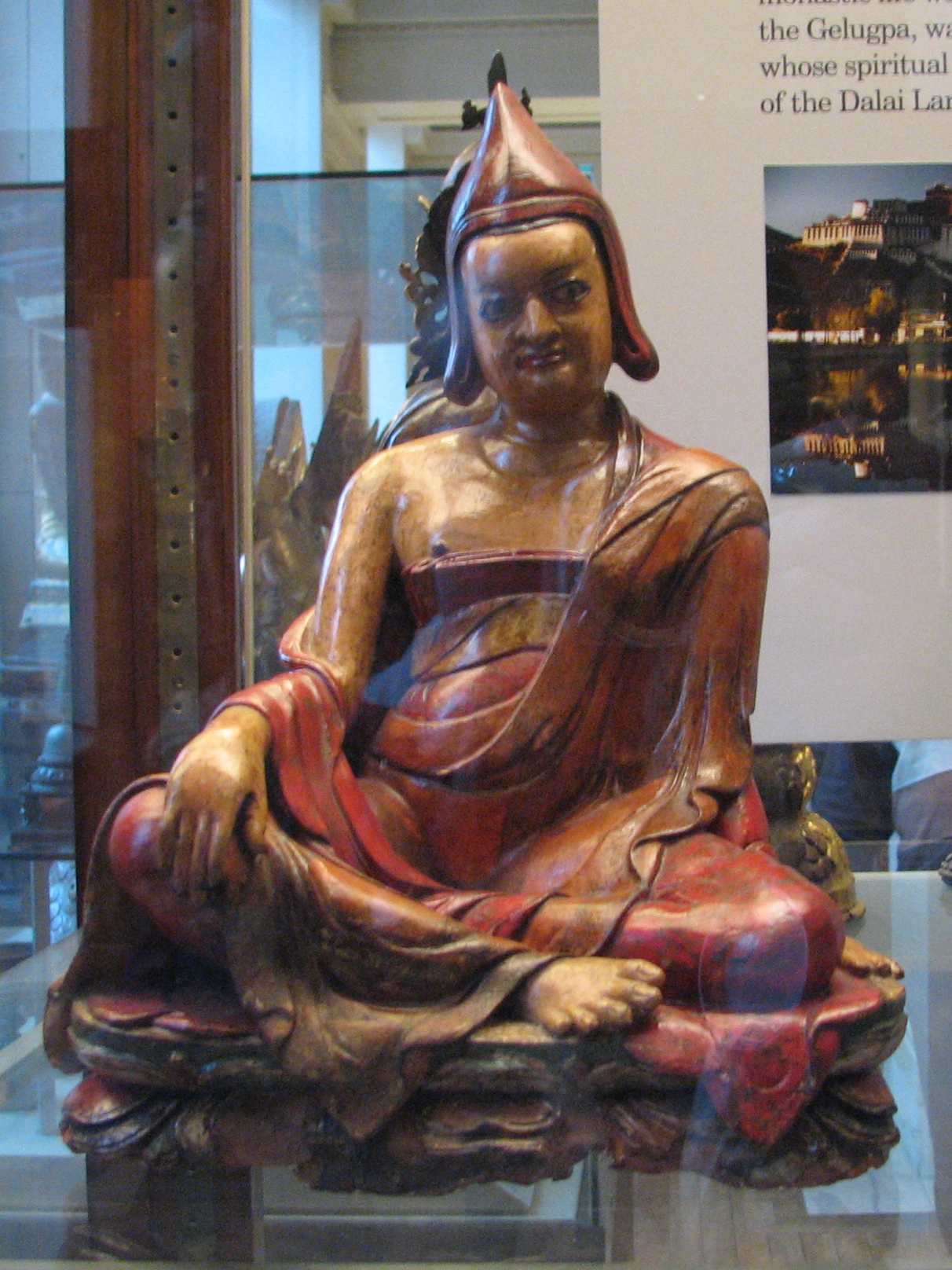
Soška sedícího lamy v typickém tibetském mnišském oděvu, pouze pokrývka hlavy kopíruje čapky indických panditů. Vyrobeno metodou papier maché, 19. století, možná i dříve, původně Tibet nebo spíše Ladákh, nyní Britské muzeum.

Lama též láma (tibetsky: བླ་མ་), je označení tibetského duchovního učitele buddhismu. Pro ženské duchovní se někdy používá termínu lamini.
Slovo pochází z tibetského (lama, Wylie: bla ma) a v překladu znamená nejvyšší princip. Termín lama je podobný sanskrtskému termínu guru. Titul se používá jako zdvořilostní titul který se uděluje buddhistickým a bönistickým mnichům k označení úrovně jejich duchovních znalostí a pravomoci učit, nebo může být součástí titulů jako dalajlama či pančhenlama používaných k označení rodokmenu reinkarnovaných lamů.
Zvlášť známé linie lamů jsou:
- Dalajlama
- Pančhenlama
- Karmapa